# 恵美須西
恵美須西（えびすにし）は、大阪府大阪市浪速区の町名。現行行政地名は恵美須西一丁目から恵美須西三丁目。

## 地理
大阪市浪速区の南東部に位置。東は堺筋を挟んで日本橋および恵美須東、南は関西本線を挟んで西成区太子および萩之茶屋、西は南海本線を挟んで戎本町および敷津東、北は阪神高速1号環状線を挟んで日本橋西および日本橋にそれぞれ接する。
1丁目にはえべっさんの愛称で知られる今宮戎神社が鎮座し、門前町を形成している。

## 歴史
1980年（昭和55年）実施の町名で、旧町名の恵美須町2 - 3丁目、馬淵町、水崎町におおむね該当する。

### 地名の由来
1丁目に鎮座する今宮戎神社に由来する。

## 経済
商工業
- 阪本金次（石鹸製造業）[5] - 住所は恵美須町3丁目[5]。

## 世帯数と人口
2019年（平成31年）3月31日現在の世帯数と人口は以下の通りである。
| 丁目           | 世帯数    | 人口    |
| -------------- | --------- | ------- |
| 恵美須西一丁目 | 456世帯   | 610人   |
| 恵美須西二丁目 | 1,323世帯 | 1,641人 |
| 恵美須西三丁目 | 2,342世帯 | 2,911人 |
| 計             | 4,121世帯 | 5,162人 |

### 人口の変遷
国勢調査による人口の推移。
| 1995年（平成7年）  | 5,366人 | [ 6 ]  |  |
| 2000年（平成12年） | 5,711人 | [ 7 ]  |  |
| 2005年（平成17年） | 5,396人 | [ 8 ]  |  |
| 2010年（平成22年） | 5,605人 | [ 9 ]  |  |
| 2015年（平成27年） | 5,546人 | [ 10 ] |  |

### 世帯数の変遷
国勢調査による世帯数の推移。
| 1995年（平成7年）  | 3,538世帯 | [ 6 ]  |  |
| 2000年（平成12年） | 3,887世帯 | [ 7 ]  |  |
| 2005年（平成17年） | 3,867世帯 | [ 8 ]  |  |
| 2010年（平成22年） | 4,143世帯 | [ 9 ]  |  |
| 2015年（平成27年） | 4,210世帯 | [ 10 ] |  |

## 事業所
2016年（平成28年）現在の経済センサス調査による事業所数と従業員数は以下の通りである。
| 丁目           | 事業所数  | 従業員数 |
| -------------- | --------- | -------- |
| 恵美須西一丁目 | 47事業所  | 547人    |
| 恵美須西二丁目 | 94事業所  | 1,018人  |
| 恵美須西三丁目 | 98事業所  | 618人    |
| 計             | 239事業所 | 2,183人  |

## 施設

### 社寺
- 今宮戎神社
- 海泉寺 - 浄土宗

### 公園
- 恵美公園

### かつて存在した施設
- 大阪市立馬淵生活館 - 2010年に閉鎖。
- 大阪市立恵美小学校 - 2017年に閉校。

## 交通

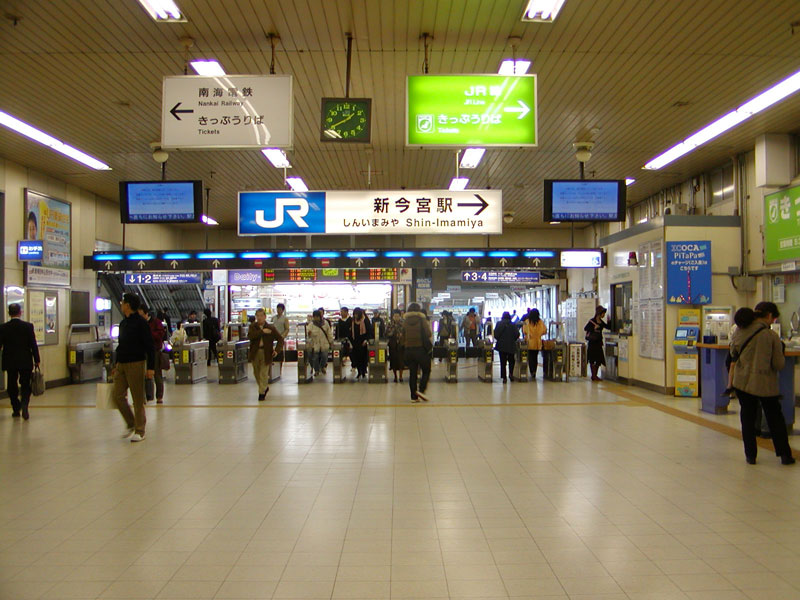
新今宮駅

### 鉄道
- 西日本旅客鉄道（JR西日本）新今宮駅
- 大阪市高速電気軌道 (Osaka Metro) 恵美須町駅
- 南海電気鉄道 今宮戎駅

### 道路
高速道路
- 阪神高速1号環状線

国道
- 国道25号

主要地方道
- 大阪府道102号恵美須南森町線（堺筋）

## 出身者
- 朝井閑右衛門 - 洋画家

## その他

### 日本郵便
- 〒556-0003[3]（集配局：浪速郵便局[12]）